# 世にも奇妙な物語 秋の特別編 (1998年)
『世にも奇妙な物語 秋の特別編』（よにもきみょうなものがたり あきのとくべつへん）は、1998年9月25日にフジテレビの『金曜エンタテイメント』で放送された『世にも奇妙な物語』の特別編。

## 中学教師

### キャスト
- 別所右 - 稲垣吾郎
- 浅見 - ただのあっ子
- 柏崎 - 大島宇三郎
- 坂上 - 西ノ園達大
- 青木登 - 大原義明
- 宇津井満 - 栗山祐哉
- 木下 - 南谷幸男
- 城之内洋一 - 高城洋一
- 田原大 - 坂元勇太
- 西村孝文 - 山崎孝文
- 三ツ木 - 竹内直毅
- 村内 - 村田勇一
- 山田良一 - 入江智博
- 麻木芳子 - 佐々木恵理
- 井上麗子 - 関口つばさ
- 川上 - 田中夢
- 菊池沙織 - 杉田香織
- 小出美弥 - 浅見れいな
- 春川 - 保富菜々子
- 安田恭子 - 佐復恭子
- 吉川優 - 増岡優
- 渡辺良子 - 山田千映子
- 宮本 - 大杉漣

### スタッフ
- 脚本 - 鈴木勝秀、落合正幸
- 演出 - 落合正幸

## 黄色が恐い

### キャスト
- 高梨江美 - 鶴田真由
- 同僚・美加 - 大越史歩
- 中年女性 - 宮田早苗
- 救急隊員 - まいど豊
- 部長 - 渡辺憲吉
- 社員 - 大塚よしたか
- 現場監督 - 岡田俊博
- 作業員 - 岡部務
- 運転手 - 新冨重夫
- 警備員 - 竹田真

### スタッフ
- 脚本 - 高山直也
- 演出 - 土方政人

## ダジャレ禁止令

### キャスト
- 井上良博 - 小野武彦
- 橋本 - 山崎一
- ニュースキャスター - 並樹史朗
- 妻・紀子 - 大塚良重
- 専務 - 望月太郎
- 大蔵大臣 - 久保晶
- 野党議員 - 須永慶
- 刑事 - 益富信孝
- 江藤 - 篠原秀豊
- 吉田 - 井上裕樹
- アヤ - 望月沙耶
- エリ - 高倉香織
- 女子社員 - 金澤貴子、北原奈々子
- 中年サラリーマン - マギー司郎
- リポーター - 小高のりこ
- 若手サラリーマン - 林和義
- 警官 - 大堀こういち
- 医師 - 児玉頼信

### スタッフ
- 脚本 - 大野敏哉
- 演出 - 福本義人

## 懲役30日
その衝撃的な内容と、主演の三上博史と共演の松重豊の怪演もあいまって、世にも奇妙な物語史上最高傑作と名高い作品。2015年に行われた『世にも奇妙な物語』の人気投票では8位にランクインした。

### ストーリー
死刑制度の廃止された未来。7人もの連続殺人を犯した男が逮捕された。反省の色を一切見せずふてぶてしい態度をとり続ける男に対し、弁護士は終身刑はまぬがれないという。しかし言い渡されたのは、わずか30日の懲役刑という、弁護士でさえ驚くほどの判決だったが、何故か検察側は納得したような表情を浮かべていた。思わぬ刑期に狂喜する男は連れて行かれたベッドの上で、何かの装置の電極を頭に付けられ、怪しい薬を投与され、眠ってしまう。このとき、時計の針は4時ちょうどを指していた。
目が覚めた男は強面の看守長に迎えられ人一人が入れるかの大きさの独房に連れ込まれる。男は「たった30日我慢すれば…」とたかをくくっていたが、その考えは翌日覆され地獄のような日々が始まった。男の懲役は炎天下の屋上で、日没まで鎖に繋がれたまま立っているというもの。独房の水も与えられず、上着と靴を奪われ、屋上の床の熱で足の裏を焼かれ、刑務官が目の前で美味しそうに水を飲むのもじっと耐え、気を失っても水をかけられ、灼けた体中の肌に塩を塗られ、革のひもを首に巻かれて呼吸すら困難になる。そんな拷問のような日が続き、男は心身共にやつれていくが、30日目に自由の身となり看守長へ復讐することを誓う。
そして迎えた30日目。男は電気椅子のある部屋に連れていかれる。「懲役30日」というのは死刑のことだった。男は「死刑は廃止されたはずだ」「俺を殺したら仲間が黙っちゃいないぞ」と抗議するも、「7人も殺しといて、30日の懲役で済む国なんてどこにある」「善良な市民が我々に求めるものは何だと思う？犯罪者の撲滅だ。」「つまり、殺せということ」「刑期を終えた人間が出所後行方をくらませることは珍しいことじゃない」「遺体は処刑後すぐに溶かされ、証拠も残らない」と看守長に次々論破されていく。ついには「やめてくれ！俺を殺さないでくれ！」と懇願するも、「お前が殺した人間が聞いたらなんて言うだろうなぁ！しかしガッカリだなぁ。君も命乞いをするんだ…おやすみ」と言い放ち、看守長は電気椅子のスイッチを入れた。
気が付くと男は最初の時のベッドの上にいた。男は自分が生きてること、そして30日の懲役を終えたことに安堵する。そして、「俺の懲役は終わったからここから出してくれ」と頼む。だが、医療技師から衝撃的な事実を告げられた。まだ5分しか経っていないという。時計を見ると、時刻は4時5分を指していた。実は男が投与されたのは、「5分間で30日分の時間の経過を味わわせる新種の幻覚剤」だった。男はこの薬と仮想現実を見せる装置によって、5分間の間に「現実以上に過酷な刑務所での地獄の30日間の生活」という「仮想の現実」を経験していたに過ぎなかった。つまり、5分で30日と言うことは、1時間で1年。1日で24年。すなわち、「懲役30日」の実態は、「懲役720年」という、終身刑とすら比べ物にならないほど重い刑罰だった。死刑制度が廃止された事で、国内の刑務所は過密状態となり、凶悪犯罪者を懲役刑や終身刑にしようにも入る刑務所がどこにも無くなったため、国はそれに代わる新たな刑罰を用意しなければならなかった。それがこの「懲役30日」だったということである。そして医療技師は告げた。「さあ、先を続けようか。君にはあと29日と23時間55分の懲役が残ってる…」。愕然とした男の叫びもむなしく、次の薬が投与されていく。
30日後、刑務所前で相棒の男を待つ女。しかし、刑務所から出てきたのは白髪で痩せこけた老人のような廃人だったため、女は彼を無視し、相棒が出てくるのを待ち続けることにした。その男が、かつての相棒の成れの果てであることなど知らずに。

### キャスト
- 男 - 三上博史
- 女 - 夏生ゆうな
- 弁護士 - 小日向文世
- 医療技師 - 手塚とおる
- 検事 - 浅野和之
- 裁判官 - 内山森彦
- 大臣 - 村松克己
- 看守 - 堀文明、山本尚明、若月尚哉
- 警備員 - 津野岳彦、横川誠、出口正義、濱近高徳
- 看守長 - 松重豊

### スタッフ
- 脚本 - 高山直也、鈴木勝秀
- 演出 - 小椋久雄

## ホーム、スィートホーム

### キャスト
- 志村孝行 - 江口洋介
- 黒田栄二 - 郷田ほづみ
- 黒田妙子 - 原田貴和子
- 黒田陵 - 益田圭太
- 黒田周 - 佐藤秀行
- 愛人 - のむらゆみ
- フィリピーナ - ラクウェル・ロビンソン

### スタッフ
- 脚本 - 長塚圭史
- 演出 - 西谷弘